# Lagoa Salgada
Lagoa Salgada är en kommun i Brasilien.   Den ligger i delstaten Rio Grande do Norte, i den östra delen av landet, 1 700 km nordost om huvudstaden Brasília. Antalet invånare är 7 565.
Omgivningarna runt Lagoa Salgada är huvudsakligen savann. Runt Lagoa Salgada är det ganska tätbefolkat, med 75 invånare per kvadratkilometer.